# Jeongok (métro de Séoul)
Jeongok (hangeul : 전곡 ; hanja : 全谷) est une station de passage de la ligne 1 du métro de Séoul. Elle est située au 75 Jeongokyeok-ro, bourg de Jeongok-eup dans le comté Yeoncheon-gun, sur le territoire de la province Gyeonggi, au nord de Séoul, en Corée du Sud. 
La gare d'origine est ouverte en 1912 sur la ligne Gyeongwon et elle devient une station de métro de la ligne 1 en 2023. Elle est desservie par les rames qui circulent sur la ligne 1 du métro de Séoul.

## Situation sur le réseau

Plan du réseau (2023)

Établie en surface, la station Jeongok est une station de passage de la ligne 1 du métro de Séoul, elle est située : entre la station Yeoncheon, terminus nord-est de la ligne, et la station  Cheongsan, en direction du terminus ouest Incheon ou du terminus sud-ouest Sinchang.

## Histoire

### Gare ferroviaire
La gare d'origine est mise en service le 25 juillet 1912 sur la ligne Gyeongwon. Le bâtiment d'origine est totalement détruit durant la guerre de Corée.
Le bâtiment actuel est mis en service le 16 octobre 1958. L'activité voyageurs est principalement du personnel militaires et son activité marchandise principale était jusqu'en 2008 du transport de minerai de fer livré à la Pohang Steel Works.

### Station de métro
La station Jeongok est mise en service le 16 décembre 2023, après les importants travaux de reconstruction de la ligne, à double voie électrifiée, et des stations pour le prolongement de l'exploitation de la ligne du métro,.

## Services aux voyageurs

### Accès et accueil
La station est située au 75 Jeongokyeok-ro, dans le bourg de Jeongok-eup.

### Desserte
Jeongok dispose d'un quai central, équipé de portes palières, encadré par les deux voies. Elle est desservie par les rames qui circulent sur la ligne 1 du métro de Séoulref name="StationOfficielle"/>.

### Intermodalité
Des arrêts de bus sont situés à proximité.